# Hans Moser (cineasta)
Hans Moser (Hanóver, 30 de septiembre de 1944 - 2 de julio de 2016) fue un director y productor de películas pornográficas, editor de revistas y fotógrafo alemán.
También se lo conoce como Sascha Alexander.
Fue el hijo mayor de una pareja de refugiados alemanes étnicos provenientes de Rumanía y Hungría. En 1981 «descubrió» a la actriz Teresa Orlowski. En 1982 se casaron en una ceremonia en Las Vegas (Estados Unidos). En 1989 se divorciaron.
El 13 de enero de 1991 se casó con Sarah Louise Young.

## Filmografía selecta
- 1984-1986: Foxy Lady (1-12), protagonizadas por su esposa Teresa Orlowski, la primera estrella del porno alemán.[3]
- 1987: Born for Love, coproducción germano-estadounidense, con Jamie Summers, Sibylle Rauch, John Leslie, Karin Schubert, Joey Silvera, Elle Rio, Tom Byron, Sharon Kane y otros.[2]